# Кульон середній

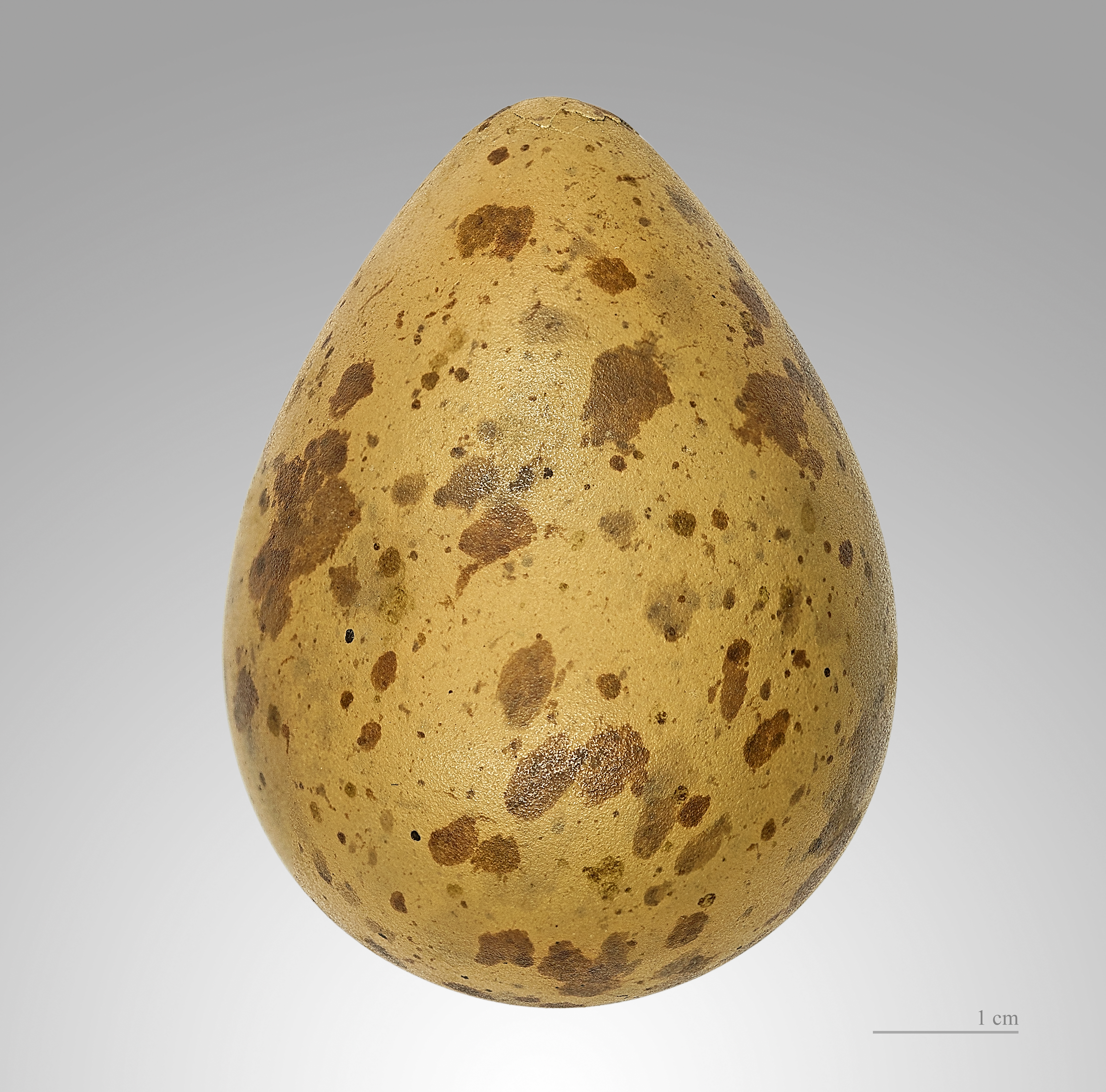
Numenius phaeopus

Кульо́н середній, кроншнеп середній (Numenius phaeopus) — прибережний птах ряду сивкоподібні (Charadriiformes). Один з 8-ми видів роду; один з 3-х видів у фауні України. На території країни рідкісний пролітний птах.

## Опис
Морфологічні ознаки. Статевий та сезонний диморфізм не виражені. Дорослий птах зверху темно-бурий, зі світлою строкатістю; над оком білувата «брова»; на темно-бурому тім'ї поздовжня світла смуга; низ спини, поперек, надхвістя і черево білі; воло, груди і боки тулуба білуваті, з темно-бурими поздовжніми рисками, на боках також поперечні риски; спід крила білий; першорядні махові пера зверху темно-бурі, внутрішні першорядні і бурі другорядні − з білими плямами. Хвіст білий, з бурими поперечними смугами; дзьоб довгий, темно-бурий, загнутий донизу, ноги сірі. Молодий птах зверху строкаті ший; на боках тулуба поперечних рисок нема.
Звуки. Під час польоту подає крик «п'є-п'ю»; шлюбний крик складається зі звуків «фрюї» або «п'юї», які утворюють гучну довгу трель.
Підвиди
Кульон середній має чотири підвиди:
- Numenius phaeopus phaeopus — північна Європа, північно-західна Азія;
- Numenius phaeopus variegatus — північно-східна Азія;
- Numenius phaeopus alboaxillaris — центральна Азія (рідкісний, у загрозливому стані)
- Numenius phaeopus hudsonicus — північна частина Північної Америки

## Ареал виду та його поширення в Україні
Гніздиться в лісовій і частково лісотундровій смугах Євразії. Головні місця зимівлі розташовані в Африці, Південній Азії, Австралії. В Україні регулярно трапляється під час міграцій на морському узбережжі та рідко у Львівській, Волинській, Хмельницькій, Житомирській областях. Рідкісний залітний у Черкаській та Дніпропетровській областях. Незначна кількість негніздових птахів трапляється влітку на морському узбережжі, окремі особини зимують.

## Чисельність і причини її зміни
Європейська гніздова популяція оцінюється у 160—360 тис. пар. Чисельність виду скорочується. Загальна чисельність птахів, мігруючих через Україну, не відома, але навряд чи перевищує декілька тисяч особин. Найбільше скупчення — 600 ос. спостерігали у дельті Дунаю. Причини зміни чисельності: браконьєрство, розлякування птахів на місцях відпочинку, трансформація природних біотопів під впливом рекреації, господарської діяльності.

## Особливості біології
Перелітний птах. В Україні весняна міграція виражена краще за осінню. Весняний проліт у в березні — травні, найінтенсивніше — у другій половині березня − першій половині квітня. Осіння міграція з серпня до початку листопада. Масовий проліт − у вересні. Під час міграцій не утворює великих зграй, найчастіше трапляються поодинокі птахи або невеличкі групи. Оптимальні кормові біотопи − мілководні затоки, солоні озера, галофітні луки, дощові калюжі та асоціації солеросів на вогких солончаках. Об'єктами живлення є водяні безхребетні. На суші може збирати комах з поверхні ґрунту та рослин.

## Охорона
Охороняється Боннською та Бернською конвенціями, угодою AEWA. Внесений до Червоної книги України (1994, 2009) (статус — зникаючий). В Україні значну роль для збереження виду відіграють Чорноморський та Дунайський біосферні заповідники, Кримський природний заповідник (Лебедині острови), РЛП «Кінбурнська коса», Джарилгацький заказник. Для ефективної охорони виду потрібні дієвий контроль за додержанням заборони полювання на усі види кульонів та збереження природних ділянок приморських галофітних лук і солончакових степів.